# Stefan Waldobrew

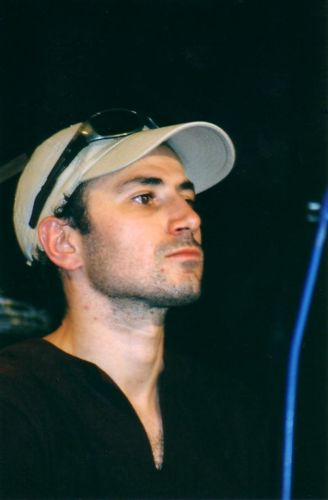
Waldobrew, 2004

Stefan Kostadinow Waldobrew, bulgarisch Стефан Костадинов Вълдобрев, (* 20. Mai 1970 in Stara Sagora) ist ein bulgarischer Schauspieler, Regisseur, Musiker und Produzent, der seinen Durchbruch mit dem Lied О-о-обичам те, мила/O-o-obitscham te, mila (dt. Ich liebe dich meine Liebe) 1994 erlangte. Er ist verheiratet und hat eine Tochter.

## Leben und Karriere
Stefan Waldobrew absolvierte in seiner Heimatstadt Stara Sagora das Fremdsprachen-Gymnasium Romain Rolland 1989, worauf er nach Sofia ging. Dort gründete er mit Mladen Bobew und Plamen Tschernew die Musikgruppe Aleya Alya. In Sofia beendete er 1993 die staatliche Film- und Kunsthochschule (NATFIZ). Im selben Jahr nahm er an der TV-Produktion Ku-Ku teil, in der mit seinem ersten professionellen Lied Кино (dt. Kino) sein Debüt feierte. 
2000 nahm er unter anderem mit Arabel Karajan den Soundtrack zum Film Пансион за кучета (dt. Hundepension), wofür er den ersten Preis, die Goldene Rose vom Filmfestival fürs bulgarisches Kino in Warna, verliehen bekam. 2004 erhielt er den Preis für die beste männliche Rolle im Film Изпепеляване (dt. In Asche verwandeln).
2007 absolvierte er ein Studium der Kinematographie an der tschechischen Film- und Fernsehfakultät der Akademie der Musischen Künste in Prag.

## Diskografie

### Alben
- 1994: О-о-обичам те, мила
- 1995: Една нощ в театъра – музика за театрални представления
- 1995: Революция
- 1998: ...към
- 2001: Пропаганда, хромозоми, силикон
- 2003: Opus Theatrale – музика за театрални представления и филми
- 2006: Opus Theatrale 2 – музика за театрални представления и филми
- 2016: 10½ (mit Обичайните Заподозрени)
- 2021: Жълт код (mit Обичайните Заподозрени)
- 2024: Удивителни въпросителни (mit Обичайните Заподозрени)

### Soundtracks
- 2000: Пансион за кучета OST

### Live-Alben
- 2013: Стефан Вълдобрев и Обичайните заподозрени: LIVE

### EPs
- 2012: Хеликоптер

### Singles (Auswahl)
- 2016: По-полека (mit Обичайните Заподозрени)
- 2016: Тази Песен Не Е За Любов (mit Обичайните Заподозрени)
- 2016: Бряг С Цвят Най-Зелен (mit Обичайните Заподозрени)

## Filmografie (Auswahl)

### Schauspieler
- 1999: Bloodsport 4
- 2002: Podgryavane na vcherashniya obed
- 2003: Encounter
- 2004: Izpepelyavane
- 2007: Trade Routes
- 2008: Die Welt ist groß und Rettung lauert überall
- 2010: Staklenata reka
- 2011: Migration of the Belted Bonito
- 2014: The Sinking of Sozopol
- 2016: Peeshtite obuvki
- 2018: Away from the Shore
- 2019: A Dose of Happiness

### Komponist
- 2000: Hundepension
- 2008: Kulicky
- 2008: Die Welt ist groß und Rettung lauert überall
- 2010: Killing, the Czech Way
- 2011: My Mate Manchester United
- 2012: Laska v hrobe
- 2013: Otázky pana Lásky
- 2014: Judgment – Grenze der Hoffnung
- 2019: Father’s Day (Miniserie, 6 Folgen)
- 2021: Destiny of a Bum

## Auszeichnungen
- 1993: die Schauspieler Auszeichnung A'Askeer für seine Debüt-Performance im Theaterstück Schwarzes Loch
- 1998: MM Television Music Award – Bester Musikalbum (...към)
- 1999: MM Television Music Award – Bester männlicher Künstler des Jahres
- 2000: Die Goldene Rose vom Filmfestival fürs bulgarisches Kino in Warna für bestes Film-Debüt und den Soundtrack zum Film Hundepension (bulg. Пансион за кучета)
- 2004: Die Goldene Rose für die Beste menschliche in Пансион за кучета
- 2005: Ikarus für originelle Musik in Figures in Love Flight